# Jenan
Jenan (egyszerűsített kínai írással: 延安市, pinjin: Yán’ān Shì) prefektúra szintű város Kínában, Senhszi tartományban. Lakosainak száma 2 282 581 fő (2020).

## Népesség
| 2010 | 2 187 009 |
| 2020 | 2 282 581 |

## Érdekességek
- A város nevét a 2693 Yan’an kisbolygó viseli.